# Phương pháp UPGMA
UPGMA (Unweighted Pair Group Method using arithmetic Averages - phương pháp nhóm cặp không trọng số với giá trị trung bình số học) là một trong những phương pháp khoảng cách để xây dựng cây phát sinh chủng loại. Đây là phương pháp gom cụm không có trọng số, dùng trung bình số học. Một biến thể của nó là phương pháp WPGMA.
Lưu ý: thuật ngữ không trọng số chỉ ra rằng tất cả khoảng cách đều đóng góp như nhau vào mỗi giá trị trung bình được tính và không liên quan đến phép toán mà nó đạt được. Do đó, tính trung bình theo tỷ lệ trong UPGMA tạo ra kết quả không có trọng số.